# بردية إيبوير

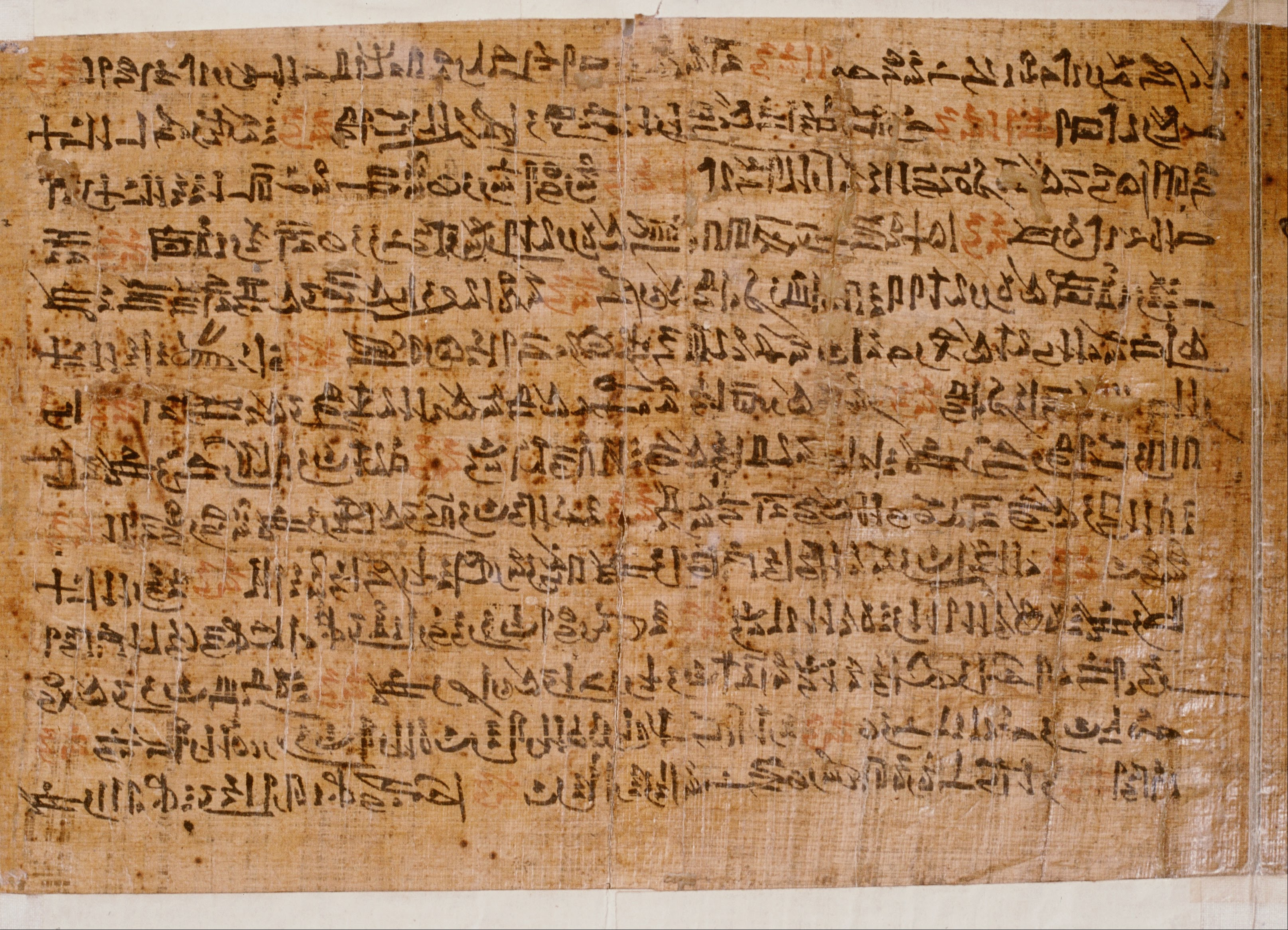
بردية إيبوير

بردية إيبوير إحدى برديات الشعر المصري القديم، المعروفة بـ  معاتبة إيبوير أو  حوار بين إيبوير ورب الجميع ، المحفوظة في المتحف الوطني الهولندي للآثار في ليدن، بعد أن تم شراؤها من «جيوفاني أنستاسي» القنصل السويدي في مصر في عام 1828. البردية يرجع تاريخها إلى القرن الثالث عشر قبل الميلاد.
تصف البردية معاناة مصر من الكوارث الطبيعية وحالة من الفوضى، جعلت الأمور تنقلب رأسًا على عقب، حيث أصبح الفقراء أغنياء والأغنياء فقراء، وأصبحت الحرب والمجاعة والموت في كل مكان. ترجع البردية سبب ذلك إلى ثورة الخدم وتركهم لحياة الخدمة.
و قد ذكرت البردية احداث الثورة الاجتماعية الاولي وذكر ان الناس امتنعت عن دفع الضرائب وحرث الحقول وهاجموا مخازن الحكومة وكانوا يلقون باطفالهم في الشارع لعدم قدرتهم علي اعالتهم .. كما ذكرت البردية .

## المقارنة مع سفر الخروج
قارن البعض البردية بأحداث الكوارث التي أصابت مصر، وسفر الخروج في العهد القديم، معتبرين أن العبيد إشارة إلى بني إسرائيل. وغالبًا ما يشار إليها كدليل على صدق رواية الكتاب المقدس من قبل مختلف الطوائف الدينية، وهو ما رفضه علماء المصريات.

## وصلات خارجية
- The Admonitions of Ipuwer, an English translation of the Ipuwer Papyrus
- The writing on the Ipuwer Papyrus
- Same picture, German article (English version in production.)
- The Ten Plagues - Live from Egypt by Rabbi Mordechai Becher.